# 伊集院光のオールナイトニッポン
伊集院光のオールナイトニッポン（いじゅういんひかるのオールナイトニッポン）は、ニッポン放送制作の深夜放送、オールナイトニッポンで放送されていた、伊集院光がパーソナリティのラジオ番組。1988年10月5日から1990年3月28日までは水曜2部（毎週水曜日深夜27:00〜29:00）、1990年4月6日から同年9月28日までは金曜2部（毎週金曜日深夜27:00〜29:00）で放送されていた。

## 概要
本番組が始まる約一年前、同じニッポン放送の『激突!あごはずしショー』の公開オーディションで優勝した伊集院光が、レポーターとして出演した『山口良一のそれゆけ!土曜日行進曲』、笑い役として出ていた『寺内たけしのオールナイトニッポン』に続いてレギュラー出演していた番組。伊集院自身の初の単独レギュラー番組だった。当時は五代目円楽一門会の落語家という本業を隠して「オペラの怪人」を自称していた頃で、ジングルやフィラー音楽にクラシック、オペラなどの音楽を取り入れていた。自己紹介ではオペラ留学や格闘技のリングコールなどの虚実入り混じった体験を述べ、声質をアピールしていた。東京都立足立新田高校声楽科出身で、喜劇オペラ、悲劇オペラのようにギャグオペラという分野を目指しているという設定であった。伊集院の家族は当人のDJデビューを知ったものの家に偶然ラジオがなく、姉の車に一同が乗り込み近所をドライブしながら放送を聴いたとのこと。また投稿を増やしてやりたいとの思いやりから伊集院の実兄が頻繁に投稿していた。
また1988年10月から翌1989年3月までは直前の水曜1部が『大槻ケンヂのオールナイトニッポン』、ニッポン放送においては更にその前の番組が上柳昌彦の『ぽっぷん王国』で、中でもその水曜日のコーナーに“一番おバカ”といわれた「ヘビメタ歌謡選手権」があったため「バカばっかりの水曜日隊」と言われていた（大槻の後任の水曜1部パーソナリティに“バカばっかり”とは到底言えない藤井郁弥（現・藤井フミヤ、当時チェッカーズ）が選ばれたため、事実上“バカばっかり”の並びはこの時点で無くなった）。その『大槻ケンヂのオールナイトニッポン』とは1989年3月29日に1部・2部連動して「ボヨヨン・フェスタ'89in銀スタ」をニッポン放送銀河スタジオから4時間生放送している。同企画のジングルでは『光ケンヂのオールナイトニッポン』とタイトルコールをしていた（当時、人気絶頂期であった光GENJIをもじったもの。案の定、ジャニーズファンからの抗議は凄まじかったらしく、「背中を切られた」ことがあった事を後に語る）これが縁で、筋肉少女帯の曲「これでいいのだ」（アルバム『猫のテブクロ』収録）にコーラスで参加した。
この頃、大槻ケンヂが『笑っていいとも!』（フジテレビ）のテレフォンショッキングで伊集院光を紹介しようとしたが、当時の知名度の低さからスタッフに「誰ですかそれ?」と言われ紹介できなかった。
架空のアイドル・芳賀ゆいを生み出した番組としても知られる。
1989年12月20日には、吉野家有楽町店にてリスナー参加イベント「伊集院オペラディナーショーin吉野家」を行った。参加は正装が約束でリスナーはスーツ、ワンピースを着用、中にはタキシードを着た人も居り、テーブルには伊集院手書きのランチョンマットも用意された。
最終回にはスタジオ周辺にリスナーが集合し、中には小泉今日子の等身大パネルを持参した者もいた。
水曜2部時代のオープニングテーマ曲は、アート・オブ・ノイズのシングル「Dragnet」（アルバム『イン・ノー・センス? ナンセンス』収録曲）。
2023年2月19日、『オールナイトニッポン55周年記念 オールナイトニッポン55時間スペシャル』の一環として復活特番を放送。この特番では当番組の思い出話の他、「2部オールスター〜2部祭り〜」と称して、伊集院がニッポン放送で番組パーソナリティを務めたのと同時代にオールナイトニッポン第2部を担当していた石川よしひろ・加藤いづみ・久保こーじ・北原ゆき・森若香織・真璃子・渡瀬マキをゲストに迎え、担当当時の思い出話の回想や現在の近況を報告するという内容で送った。伊集院はこの復活特番のオファーを引き受けた理由について「死ぬ前に伊集院のオールナイトニッポンでビタースウィートサンバが流れるのを経験しておきたくて」と語っている。

## 主なコーナー、企画

### 水曜2部時代
- B・B（ビッグ・ビューティフル）クラブ
デブとはいかに素晴らしいものかを説くコーナー。他にデブによる草野球チームを結成した[2]。
- 回転ネタ
自由ネタコーナー。回転寿司に見立てて100円から300円、ガリの4段階で審査。
- おべんとつけてどこ行くの（おべどこ）のコーナー
今で言う「萌え」に相当する、女の子のかわいい言動を想像して楽しむコーナー。芳賀ゆいを生み出すきっかけになったコーナーとも言われる[3]。
- 拝啓光様
普通の手紙の追伸に珍文を付け足す、回転ネタの後継コーナー。コーナーテーマ曲は萩原健一の曲「前略おふくろ」。
- お誕生会のコーナー
色々な有名人の誕生会の様子を想像してみるコーナー。
- 姫っ!
今で言う「ツンデレ」に相当するような、わがままな彼女や彼氏の話を募集していた（男の場合は「殿っ!」）。コーナーテーマ曲は森川美穂の曲「姫様ズームイン」。
- 私は見た
自分が見たまるで信じられないような話を募集していたコーナー。「そんなの嘘だろ!」という意味ではがきを読み終わった後に、筋肉少女帯の曲「労働者M」（アルバム『サーカス団パノラマ島へ帰る』より）の一節が挿入されていた。

BGMはアート・オブ・ノイズの 「Moments In Love」。
- オペラ紅白歌合戦
1988年、1989年の12月に2年連続で行われていた。当然ながら披露される曲はギャグオペラである[3]。
- i（アイ）計画
まだ名前が売れていない、伊集院を売り込むための宣伝方法を募ったり、ビデオを作ろうなどの計画を進行させていたコーナー。

### 金曜2部時代
- リスナー対抗オペラクイズ
「オペラ」「伊集院」「イタリア」…などのジャンルから問題を選んで答える形式のクイズ。早押し機の代わりに歌を歌って（というより歌詞を早口で読んだりして）いた。2問先取で勝利、問題読み上げは増山さやかアナウンサー。勝者には「その時スタジオにあった物の詰め合わせ」がプレゼントされていたそうである。
- リスナー対抗芳賀ゆいクイズ
オペラクイズの後企画、芳賀ゆいのその週の活動、雑誌の記事などの中から出題されていた。歌を歌った後に答えるという形式はオペラクイズと同じ。時々入る「がんばれがんばれ」「お願い、わざと間違えて」「バンザーイ」などの効果音、「ピンポーン」「ブー」の判定の音は全て芳賀ゆいの声で行われ、問題読み上げは伊集院自らが行っていた。（1990年9月14日の同コーナーにてリスナーから「問題読み上げを伊集院光が行う場合と、女子アナが行う場合があるがこの違いは何か？　読み上げは女子アナに統一してほしい」との要望があり、伊集院光が「問題読み上げをしていたのはニッポン放送アナウンサーの増山さやかアナだが、”変な言葉遣いや変な単語を含む原稿を読まされる。このままではニュース読みの仕事ができなくなる”と憂慮したのか、伊集院光がニッポン放送に来ると逃げられるようになった」と明かした）
- スーパープロジェクト芳賀ゆい
芳賀ゆいを売り出す方法など様々な企画を考えていたコーナー。主な物としては、写真集の表紙に付く「帯」の文章を考えるもの、『決定!全日本歌謡選抜』にリクエストをリスナーみんなで出そうということ、1990年7月11日にプロ野球・ロッテ対近鉄の試合が行われている川崎球場のレフトスタンドで“芳賀ゆい集会”…などがあった。アイドル然とした若い女性を3人ならべ、集まったファンに「あなたがゆいちゃんだと思う人と握手できます」と案内した。
なお、コーナー名は1990年3月28日放送回までは”プロジェクト芳賀ゆい”、翌週4月6日放送回より”スーパープロジェクト芳賀ゆい”となった。
- ディズニーランドコーナー
ディズニーランドの他にもこんなランドがあったらいいだろう、という案を募集していたコーナー。
- 本当はこの世に無いもの
この世にあり得ない、という事柄のネタを募集していた。コーナーテーマ曲は河合奈保子の曲「大きな森の小さなお家」。
- ファジィのコーナー
- 平成ロボコン
複雑な物を曖昧にしてしまうような、これはファジィだと思える物を募集していた（当時“ファジィ家電”といわれた物が出回っていた）が、伊集院の「ファジィといえばロボコンだろ」という旨の発言からすぐに「平成ロボコン」のコーナーに化けることに。「平成〜」では、新しいロボコンのキャラクターの案を募集していた。
- ウィーン舞踏会ユーモア
ウィーンの舞踏会に出席したような気分で、ユーモアな一言を考えてもらっていたコーナー。
- ホームドラマコーナー
新たなホームドラマの企画を募集。コーナーテーマ曲は水前寺清子の「ありがとうの歌」（イントロのみ）。
- 究極vs至高対決
『美味しんぼ』の山岡士郎、海原雄山、富井副部長らにアイドルネタなどをからめて新しい会話のシチュエーションを考えてもらっていたコーナー。
- 10年後からの手紙 - バック・トゥ・ザ・フューチャー体験
本番組放送当時の1990年から見た10年後（2000年）の世界を予測、報告する方式でネタを募集していた。
- FMW新認定!次のデスマッチはこれだ